# デッドストック
デッドストック（英: dead stock）は、売れ残り品、長期間倉庫に置かれていた商品（いわゆる流通在庫品）を指す。
主に服飾品を扱う店で使われる用語である。上記のように売れ残りで型遅れ・型落ちになった品、あるいは長期間の在庫放置で商品に多少の難が出たものであるため、新品ではありながら通常の値段より安く買える。ただし、保管環境により劣化して正常に使用できない場合がある。
店にとっては不良在庫品（死に筋在庫）である場合が多いため、前述のように安く放出される。

## ヴィンテージアイテムとして
デッドストックとして倉庫から発掘された雑貨・時計・玩具類・衣類などに、ヴィンテージアイテムとしての付加価値が生まれることがある。すでに市場には存在しない品でありながら、新品同様であることに、高付加価値が見出され、コレクターからは珍重される。「開運!なんでも鑑定団」などのテレビ番組で取り上げられ高く評価されたデッドストック品も存在し、骨董蒐集家等の一部のコレクターの関心の的となっている。
また、修理やレストアの際に必須でありながら、現在では既に製造自体が行われていない機械部品・工業製品や、再ブームにより再び需要が増加した記録媒体も、デッドストック品が放出された際にネットオークション等で、それが流通していた時代よりも高付加価値品となる場合が多い。（前者が真空管や旧車の純正部品(この場合はNOS(New Old Stock)品と呼ばれることもある)、後者がかつて製造されていたメタルポジション用のコンパクトカセットテープなど）